# Tiametoksam
Tiametoksam – organiczny związek chemiczny, insektycyd z grupy neonikotynoidów. Jest stosowany przeciwko różnym grupom owadów.

## Historia
Tiametoksam został opracowany przez firmę Syngenta, jednak po jego wprowadzeniu doszło do sporu z firmą Bayer, posiadacza patentu na inne neonikotynoidy. W 2002 roku zakończył się on dla firmy Sygenta opłatą w wysokości 120 milionów dolarów na rzecz firmy Bayer w zamian za prawo do tiametoksamu.

## Zastosowanie
Tiametoksam jest środkiem o działaniu systemicznym, absorbowanym szybko przez roślinę i transportowany do wszystkich jej części, gdzie działa jako środek powstrzymujący żerowanie przez owady. Na organizmy owadów oddziałuje drogą pokarmową oraz przez bezpośredni kontakt. Substancja wpływa na przewodnictwo nerwowe, paraliżując owady. Tiametoksam działa przeciwko mszycom, wciornastkom, chrząszczom, parecznikom, dwuparcom, rośliniarkom, owadom minującym, kózkowatym i termitom. Syngenta podaje, że tiametoksam wyzwala różne reakcje fizjologiczne, które wpływają na ekspresję określonych białek biorących udział w mechanizmach obrony przed stresem, pozwalając roślinie na lepsze radzenie sobie ze wzrostem w trudnych warunkach. Tiametoksam jest substancją o średniej toksyczności. Jest toksyczny dla pszczół i szkodliwy dla organizmów wodnych i glebowych. Metabolitem tiametoksamu w glebie jest klotianidyna.